# Смит, Стивен (историк)
Стивен Смит (англ. Stephen «Steve» Anthony Smith; род. 22 марта 1952) — британский историк, специалист по истории современных России (с СССР) и Китая, работающий на стыке социальной и политической истории, эксперт как по советскому, так и по китайскому коммунизму.
Доктор философии (1980), профессор Оксфорда (с 2012), прежде профессор Европейского университетского института и Эссекского университета, в последнем преподавал много лет. Член Британской академии (2014).
Окончил с отличием Ориел-колледж, где учился в 1970-73 годах. Степень Мастер социальных наук по советологии получил в Бирмингемском университете; там же в 1980 году получит степень доктора философии. В 1976—1977 годах занимался на истфаке МГУ. С 1977 года лектор, с 1984 года старший лектор, с 1991 года профессор. Много лет преподавал в Эссекском университете. Состоял профессором в Европейском университетском институте. С 2012 года профессор истории Оксфорда. Эмерит-фелло Колледжа всех душ с 2019 года, его же почётный фелло с 2018 года. Фелло Королевского исторического общества (1995).
Экс-редактор Past & Present, ныне вице-председатель его редколлегии. Публиковался в Jacobin. Редактор The Oxford Handbook of the History of Communism {Рецензия Джулии Ловелл в Guardian; рец. Luke Cooper; рец. Jennifer Cowe; рецензия в The English Historical Review; рец. Lewis H. Siegelbaum; рецензия в European History Quarterly}. Автор Revolution and the People in Russia and China: A Comparative History (Cambridge: Cambridge University Press, 2008). Автор Russia in Revolution: An Empire in Crisis (Oxford, 2017). Соредактор Cambridge History of Communism (Cambridge, 2017).